# 李茂春 (萬曆進士)
李茂春（1533年—？），字蔚元，號槐野，河南開封府杞縣人，匠籍，明朝政治人物。

## 生平
萬曆七年（1579年）己卯科河南鄉試第七名，萬曆八年庚辰科會試第一百六十六名，未殿试，十一年（1583年）癸未科登三甲第一百三十六名進士。工部觀政，本年授扶风县知县，十三年充本省乡试同考官，十五年调灵台县，十六年勘问，改顺天府学教授，二十一年升国子监助教，二十二年升兵部主事。二十五年升员外郎，二十六年升广东司郎中，本年九月出为陕西按察司佥事，二十七年母亲去世丁忧。服阕，二十九年起補山西按察司兵备佥事，三十三年十一月升副使，照旧管事，调陕西副使，三十六年五月升本省右参政，照旧參政管鴈平道。三十八年考察降用，四十二年補山西河東道副使，四十三年致仕

## 家族
曾祖李美；祖父李岳，贈通議大夫通政司通政使；父李東魯，曾任贡士，累贈通議大夫通政司通政使。前母孔氏（累贈淑人）；母邊氏（累封淑人）。慈侍下。兄李華春，指挥；李际春，通政司通政使；弟李宜春。